# アルバロ・カリージョ
アルバロ・カリージョ・アラシッド（Álvaro Carrillo Alacid、2002年4月6日 - ）は、スペイン・ムルシア州ムルシア出身のサッカー選手。SDエイバル所属。ポジションはDF。

## クラブ経歴
2015年にレアル・ムルシアからレアル・マドリードのカンテラへ入団し、2020年11月25日、セグンダ・ディビシオンBのCDアトレティコ・バレアレス戦でBチームデビューを果たした。2021-22シーズンからBチームのレギュラーに定着し、2023年1月6日にはクラブとの契約を2025年6月まで延長した。

## 代表経歴
2018年から2019年にかけてU-17スペイン代表へ招集されており、UEFA U-17欧州選手権2019と2019 FIFA U-17ワールドカップに出場した。